# 永江榛野
永江 榛野（ながえ はるの、1994年1月24日 - ）は、日本の元女優。大阪府出身。日本大学芸術学部卒業。ファイブドアーズ（元ホリエージェンシー社長設立）に所属していた。